# Cincinnati Riverhawks
El Cincinnati Riverhawks fue un equipo de fútbol de los Estados Unidos que alguna vez jugó en la USL A-League, la desaparecida segunda liga de fútbol en importancia en el país.

## Historia
Fue fundado en el año 1997 en la ciudad de Cincinnati, Ohio como un equipo de fútbol profesional y comenzó en la desaparecida USISL PDSL, la cuarta división de los Estados Unidos de ese entonces. En esa temporada lograron ganar el título divisional con 10 victorias y 5 derrotas, aunque los eliminaron los Jackson Chargers en la final divisional.
En 1998 ascendieron dos niveles para jugar en la USL A-League, aunque el cambio no fue provechoso porque no volvieron a aparecer en los playoffs, usualmente peleando los últimos lugares de la división, teniendo su mejor temporada en el año 2002 en la que quedaron en tercer lugar de la división, pero por los decepcionantes resultados y el bajo rendimiento del club, la franquicia desapareció al finalizar la temporada 2003.

## Palmarés
- USISL PDSL Mid-South Division: 1

1997

## Temporadas
| Año  | División | Liga           | Temporada Regular | Playoffs         | US Open Cup  |
| ---- | -------- | -------------- | ----------------- | ---------------- | ------------ |
| 1997 | 4        | USISL PDSL     | 1º, Mid-South     | Final Divisional | No clasificó |
| 1998 | 2        | USISL A-League | 5, Central        | No clasificó     | No clasificó |
| 1999 | 2        | USISL A-League | 7º, Central       | No clasificó     | No clasificó |
| 2000 | 2        | USISL A-League | 6º, Central       | No clasificó     | No clasificó |
| 2001 | 2        | USISL A-League | 7º, Central       | No clasificó     | No clasificó |
| 2002 | 2        | USISL A-League | 3º, Central       | No clasificó     | No clasificó |
| 2003 | 2        | USISL A-League | 4º, Central       | No clasificó     | No clasificó |

## Entrenadores
- Nick Ranieri (1997-2003)

## Jugadores destacados
- Erick Tammer
- Teodor Marcel Matis